# Hans II. Pirckheimer
Hans II. Pirckheimer, auch Pirckamer oder Birkheimer (* etwa 1343; † 16. Dezember 1400 in Nürnberg), war ein Nürnberger Patrizier und Ratsherr.
Hans Pirckheimer war der Sohn von Hans I. Pirkheimer und Anna von Gundelfingen. Sein Bruder war Konrad Pirckheimer und seine Halbbrüder Hanns im Hoff und Heinrich Imhof. Die Familie stammte aus Lauingen im Donau-Ries. Sie kamen durch Fernhandel in Nürnberg zu Geld.
Er wurde Genannter des Größeren Rates.
Er war mit Katharina Graser und Katharina Teufel verheiratet. Hans III. Pirckheimer war sein Enkel.

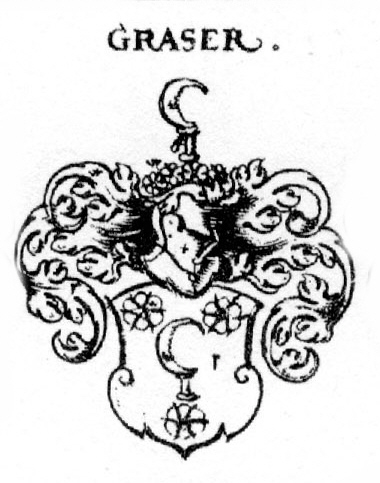
Wappen der Graser
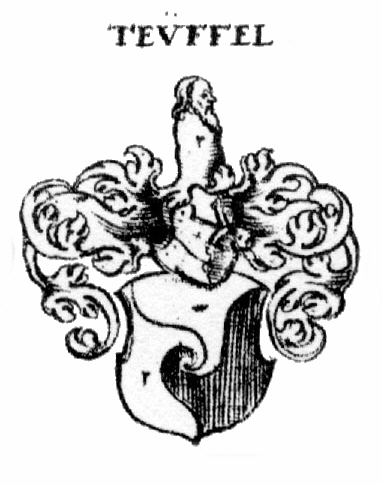
Wappen der Teufel
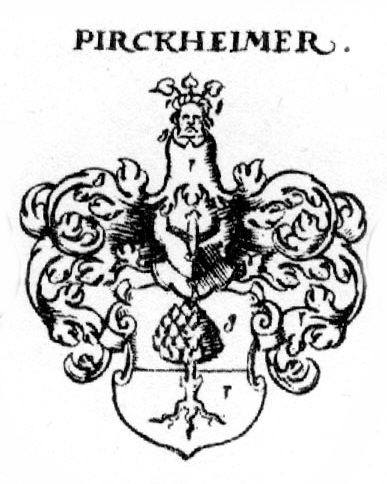
Wappen der Pirckheimer